# Pao-Lu Hsu
Dans ce nom chinois, le nom de famille, Pao-Lu, précède le nom personnel.
Pao-Lu Hsu (chinois simplifié : 许宝騄 ; chinois traditionnel : 許寶騄 ; pinyin : Xǔ Bǎolù; 1er septembre 1910 – 18 décembre 1970) est un mathématicien chinois reconnu pour ses travaux en théorie des probabilités et en statistique.

## Biographie et carrière
Pao-Lu Hsu est né à Pékin le 1er septembre 1910. Mais ses ancêtres étaient originaires de Hangzhou, dans la province du Zhejiang. Il est issu d'une grande famille intellectuelle. Dans son enfance, il a reçu une solide formation à la fois à la culture traditionnelle chinoise et à la culture occidentale moderne. Il est diplômé de l'Université de Tsinghua en 1933, en majorant en mathématiques. Après l'obtention de son diplôme, il a travaillé à l'Université de Pékin en tant que professeur. Dans l'intervalle, il a publié un article conjoint avec Tsai-han-Kiang (Jiang Zehan) sur le nombre de points critiques non dégénérés, qui a montré sa solide base mathématique et sa capacité de recherche. En 1936, il part à l'University College de Londres et passe quatre ans à étudier les statistiques mathématiques. Au cours de cette période, combinant son habileté mathématique avec des idées statistiques avancées, il a écrit une série d'articles remarquables. Il a obtenu son doctorat en 1938 (Ph. D.) et en 1940 (Sc.D.). De Londres, il retourne en Chine, en acceptant un poste de professeur au Département de Mathématiques de l'Université de Pékin. Néanmoins, les années qui ont suivi ont été une période de grandes difficultés pour lui. Pendant les années 1943-44, il correspond avec Jerzy Neyman (qui était, à cette époque, à Berkeley) sur des sujets liés aux statistiques, mais il mentionne aussi dans ces lettres les grandes difficultés dont il souffrait, en particulier la famine.
En 1945, il part aux États-Unis, en visite à l'Université de Californie à Berkeley, l'Université Columbia et  l'Université de Caroline du Nord à Chapel Hill. En 1947, il retourne à Pékin et, par la suite, il s'engage dans l'enseignement des mathématiques à l'Université de Pékin pendant plus de 20 ans. Malheureusement, Hsu souffre d'une mauvaise santé à partir de 1950. Bien que de nombreuses personnes préoccupées par son état de santé lui suggèrent à plusieurs reprises d'aller à l'étranger pour récupérer, il refuse poliment, insistant sur la poursuite de l'enseignement et de ses travaux de recherche.
En 1956, Hsu est nommé directeur du premier institut de recherche en probabilités et statistiques établi en Chine. Mais sa santé continue de s'aggraver, le forçant à travailler à la maison, ce qui incluait de donner des conférences à son domicile à des étudiants diplômés et de jeunes enseignants à l'aide d'un tableau noir accroché sur un mur de sa chambre.
Un mois avant sa mort, en 1970, son manuscrit sur la relation entre la conception expérimentale et la théorie algébrique des codes est achevé, ce qui devient son dernier héritage. Hsu est décédé en son domicile sur le campus de l'Université de Pékin le 18 décembre 1970, de tuberculose chronique. Trouvées à côté de son lit le jour après sa mort, des piles de manuscrits « témoignent de l'énergie morale surhumaine qu'il a exercée pendant plus de 20 ans... ». Au total, il a publié plus de 40 articles.
Un colloque en sa mémoire et le Prix Pao-Lu Hsu sont institués en son honneur,. Hsu est membre de l'Institut de statistique mathématique (Institute of Mathematical Statistics, IMS) et académicien de l'Académie chinoise des sciences. Les colloques commémoratifs ont eu lieu en 1980, 1990, 2000 et 2010 à l'Université de Pékin.

## Travaux
Les principaux domaines de recherches de Hsu sont les statistiques mathématiques et la théorie des probabilités. Il était un expert dans l'utilisation des matrices, la manipulation des fonctions caractéristiques et la transformation intégrale. Hsu était un statisticien de classe mondiale et il est considéré comme le fondateur des probabilités et des statistiques en Chine.
Il a influencé de nombreux étudiants comme Theodore Wilbur Anderson (en), Erich Leo Lehmann et Chung Kai-lai.

### Travaux en statistiques
En 1938, les deux articles de statistiques de Hsu, qui sont parus dans le Vol. II des Mémoires de Recherches Statistiques édités par Neyman–Pearson, concernent le problème de Behrens–Fisher et l'estimation optimale de σ2 dans le modèle de Gauss–Markov. L'article le plus important de la série est celui où Hsu obtient la première propriété optimale pour le test du rapport de vraisemblance de l'hypothèse linéaire univariée, en fait essentiellement la première propriété non optimale pour toute hypothèse spécifiant la valeur de plus d'un paramètre. De 1938 à 1945, Hsu publie plusieurs articles à l'avant-garde de l'élaboration de la théorie de l'analyse multivariée. Il a obtenu plusieurs distributions exactes ou asymptotiques de statistiques importantes dans la théorie de l'analyse multivariée,.

### Travaux en probabilités
Hsu était un expert dans la manipulation des fonctions caractéristiques. Il a utilisé la fonction caractéristique comme un outil pour obtenir la distribution de certaines variables aléatoires, afin de déterminer la distribution limite de la série de variables aléatoires. Par exemple, le théorème de Hsu–Robbins–Erdős (en),.
Pour un autre exemple, autour de 1940, un problème difficile était de trouver une solution de la forme la plus générale du théorème central limite, qui a attiré l'attention de beaucoup de célèbres mathématiciens, tels que Levy, William Feller, Andreï Kolmogorov, et Boris Vladimirovitch Gnedenko. Dans l'article « A general weak Limit theorem for independent distributions » manuscrit du Pr Hsu et posté au Pr K. L. Chung en 1947, Hsu obtient indépendamment la condition nécessaire et suffisante, pour que les sommes des lignes d'une matrice triangulaire de variables aléatoires infinitésimales, indépendantes dans chaque ligne, convergent en distribution vers une distribution infiniment divisible donnée. Malgré le fait que Gnedenko ait obtenu le même résultat en 1944, la méthode de Hsu est directe et a son caractère propre,.

## Publications
- Collected Papers by P. L. Hsu; édité par K. L. Chung, Springer-VerLag. (1983) .New York ;  (ISBN 9780387907253).
- 许宝騄. (1982). 抽样论. 北京, 北京大学出版杜.